# Buenache de Alarcón (kommunhuvudort)
Buenache de Alarcón är en kommunhuvudort i Spanien.   Den ligger i provinsen Provincia de Cuenca och regionen Kastilien-La Mancha, i den centrala delen av landet, 160 km sydost om huvudstaden Madrid. Buenache de Alarcón ligger 829 meter över havet och antalet invånare är 632.
Terrängen runt Buenache de Alarcón är platt åt sydväst, men åt nordost är den kuperad.Runt Buenache de Alarcón är det mycket glesbefolkat, med 3 invånare per kvadratkilometer. Närmaste större samhälle är Honrubia, 10,6 km väster om Buenache de Alarcón. Omgivningarna runt Buenache de Alarcón är i huvudsak ett öppet busklandskap.